# Bell 505
Die Bell 505 ist ein leichter einmotoriger Hubschrauber des US-amerikanischen Herstellers Bell Helicopter, sein Beiname lautet Jet Ranger X.

## Geschichte
Der Hubschrauber wurde erstmals als Konzeptvorschlag auf der Pariser Luftfahrtschau 2013 als Bell SLS (Short Light Single) präsentiert. Die offizielle Namensgebung als Bell 505 JRX (Jet Ranger X) erfolgte auf der Heli Expo 2014. Als Produktionsstandort wurde der Lafayette Regional Airport in Lafayette im US-Bundesstaat Louisiana gewählt. Am 10. November 2014 hob die Maschine zum Erstflug ab. Anfang 2015 folgte die zweite Maschine (Kennzeichen: C-FTVN, Werk-Nr. FTV-2), mit der erstmals Autorotationsflüge durchgeführt wurden. Zu diesem Zeitpunkt lagen über 300 Kaufabsichtserklärungen (letter of intent) vor. Am 21. Dezember 2016 erteilte die kanadische Luftfahrtbehörde der Bell 505 die zivile Musterzulassung. 2017 erfolgte die erste Kunden-Auslieferung.
Als Nachfolger des Erfolgsmodells Bell 206, steht die 505 in direkter Konkurrenz zur Robinson R66.

## Technische Daten
| Kenngröße                                            | Daten                                                                            |
| ---------------------------------------------------- | -------------------------------------------------------------------------------- |
| Besatzung                                            | 1                                                                                |
| Passagiere                                           | 4                                                                                |
| Länge (über alles)                                   | 12,95 m                                                                          |
| Rumpflänge                                           | 10,53 m                                                                          |
| Kabinenbreite                                        | 1,52 m                                                                           |
| Rotordurchmesser                                     | 11,18 m                                                                          |
| Höhe                                                 | 3,25 m                                                                           |
| Nutzlast                                             | 680 kg                                                                           |
| Leermasse                                            | 989 kg                                                                           |
| Startmasse                                           | nur interne Beladung 1669 kg (mit Außenlasten 2030 kg)                           |
| Reisegeschwindigkeit                                 | 232 km/h                                                                         |
| Maximale Schwebehöhe mit Bodeneffekt (1669 kg)       | 4400 m                                                                           |
| Maximale Schwebehöhe außerhalb Bodeneffekt (1669 kg) | 3188 m                                                                           |
| Dienstgipfelhöhe (1669 kg)                           | 5672 m                                                                           |
| Reichweite                                           | 616 km (in 1200 m Höhe, ohne Reserve)                                            |
| Triebwerke                                           | 1 × Wellenturbine Turbomeca Arrius 2R mit volldigitaler Triebwerksregelung FADEC |
| Startleistung                                        | 376 kW / 505 WPS                                                                 |
| max. Dauerleistung                                   | 342 kW / 459 WPS                                                                 |
| Avionik                                              | Garmin G1000 H                                                                   |